# Sachwörterbuch der Literatur
Das Sachwörterbuch der Literatur ist ein einbändiges, deutschsprachiges Nachschlagewerk zu Fachbegriffen aus der Literaturwissenschaft. Verfasst wurde es von dem deutschen Literaturwissenschaftler Gero von Wilpert und erschien in erster Ausgabe 1955 im Alfred Kröner Verlag.
Das Lexikon galt jahrzehntelang als Standardwerk für die Erstinformation zu allen literaturwissenschaftlichen Fachbegriffen und wurde vom Autor kontinuierlich erweitert. In achter und letzter von Wilpert bearbeiteter Ausgabe von 2001 umfasst es rund 5.500 Artikel. 2013, nach dem Tod Gero von Wilperts, brachte der Verlag noch eine Sonderausgabe heraus.
Verzeichnet sind in dem kompakten Nachschlagewerk „Epochen- und Gattungsbezeichnungen, literarische Einrichtungen, Strömungen und Dichterkreise, Begriffe der Stilistik, Metrik, Literatursoziologie und -psychologie sowie des Schrift- und Buchwesens und der Theaterwissenschaft“ (aus dem Vorwort).

## Ausgaben
- Gero von Wilpert: Sachwörterbuch der Literatur. Kröner, Stuttgart 1955. (Kröners Taschenausgabe; 231)
  - 2., erweiterte Auflage 1959
  - 3., erweiterte Auflage 1961
  - 4., erweiterte Auflage 1964
  - 5., erweiterte Auflage 1969
  - 6., erweiterte Auflage 1979, ISBN 3-520-23106-9
  - 7., erweiterte Auflage 1989, ISBN 3-520-23107-7
  - 8., erweiterte Auflage 2001, ISBN 978-3-520-23108-6
  - Sonderausgabe der 8. Auflage, 2013, ISBN 978-3-520-84601-3

## Rezensionen
- Ulla Biernat: Das Wesen der Dichtung im 21. Jahrhundert. Wilperts „Sachwörterbuch der Literatur“ in der 8. Auflage. In: Literaturkritik.de. Rezensionsforum für Literatur und für Kulturwissenschaften. Institut für Neuere Deutsche Literatur und Medien der Philipps-Universität Marburg.  Digitalisat , abgerufen am 18. Februar 2023.
- Virgil A. Dedas: Gero von Wilpert: Sachwörterbuch der Literatur. 6th ed. Stuttgart: Kröner 1979. 928 pages. In: Colloquia Germanica, Bern, Bd. 14, 1981, S. 175. Digitalisat , abgerufen am 18. Februar 2023.
- Ferdinandvan Ingen: Wilpert, Gero von: Sachwörterbuch der Literatur, Rezension. In: Deutsche Bücher, 20, 1990, S. 184–185.
- Dieter Reichelt: Wilpert, Gero von: Sachwörterbuch der Literatur, Rezension. In: Zentralblatt für Bibliothekswesen, 104, 1990, S. 428–430.
- Jürgen Werner: Wilpert, Gero von: Sachwörterbuch der Literatur, Rezension. In: Deutsche Literaturzeitung für Kritik der internationalen Wissenschaft, 113, 1992, S. 282–283.